# Альфа-нафтилтиомочевина
α-Нафтилтиомочевина (сокр. АНТУ, крысид) — органическое вещество, производное тиомочевины, широко применяемый активный родентицид. Среднетоксичен для человека.

## Физико-химические свойства
Представляет собой твёрдое кристаллическое вещество (t плавления 198 °С) белого либо слегка серого цвета (технический продукт окрашен в серо-голубой цвет и имеет более низкую температуру плавления) без запаха, плохо растворимое в воде, диэтиловом эфире, холодном этаноле.

## Получение
α-Нафтилтиомочевину получают при взаимодействии солянокислого α-нафтиламина с солями роданистоводородной кислоты:
{\displaystyle {\mathsf {[C_{10}H_{7}NH_{3}]Cl+KSCN\ {\xrightarrow {}}\ C_{10}H_{7}NHC(S)NH_{2}+KCl}}}
Лучший выход достигается с роданидом аммония:
{\displaystyle {\mathsf {[C_{10}H_{7}NH_{3}]Cl+NH_{4}SCN\ {\xrightarrow {}}\ C_{10}H_{7}NHC(S)NH_{2}+NH_{4}Cl}}}
Также можно получить по реакции 1-нафтилтиоцианата с аммиаком:
{\displaystyle {\mathsf {C_{10}H_{7}NCS+NH_{3}\ {\xrightarrow {}}\ C_{10}H_{7}NHC(S)NH_{2}}}}

## Применение
Используется как активный родентицид. Применяют путём опудривания устьев нор грызунов либо в виде сухих или жидких отравленных приманок. Хорошо подходит для борьбы с домашними грызунами, главным образом крысами (дератизация).

### Форма выпуска
- Сухие пищевые приманки — порошки, содержащие 0,5—1 % активного действующего вещества.
- Жидкие пищевые приманки — растворы бульона, содержащие до 1 % АНТУ.

## Эффективность как пестицида
АНТУ чрезвычайно токсичен только для вредных грызунов. Он отличается высокой селективностью действия, а также весьма низкой токсичностью по отношению к птицам и домашним животным (исключения составляют собаки). Вследствие этого АНТУ является высокоэффективным средством в борьбе с грызунами.

## Токсичность
Чрезвычайно токсичен для грызунов (ЛД50 от 5—8 мг/кг), а также для собак (ЛД50 = 0,3 мг/кг). Умеренно токсичен для крупных животных и человека.

### Характер действия
Крысид относится к ядам кишечного действия. Поступая в ЖКТ, он растворяется в желудочном соке и проникает в кровь, резко снижая в ней концентрацию гемоглобина. Одновременно с этим происходит увеличение осаждения эритроцитов в 2—3 раза. Вследствие этого происходит гибель от гипоксии (недостаточности кислорода).